# Essere nella fossa dei leoni
Essere nella fossa dei leoni è un'espressione o modo di dire della lingua italiana che indica il trovarsi in una situazione o condizione fortemente sfavorevole, delicata, disagiata e rischiosa in cui si è costretti a difendersi e lottare per sopravvivere o far valere i propri diritti di fronte a minacce o vessazioni altrui.
Il motto è una reminiscenza sia delle vicende bibliche di Daniele, condannato ad essere divorato dalle fiere ma salvatosi per miracolo, sia di un supplizio in uso nell'antica Roma per eseguire alcune condanne a morte, consistente nel far sbranare il condannato da animali feroci (damnatio ad bestias).